# Mithraismus

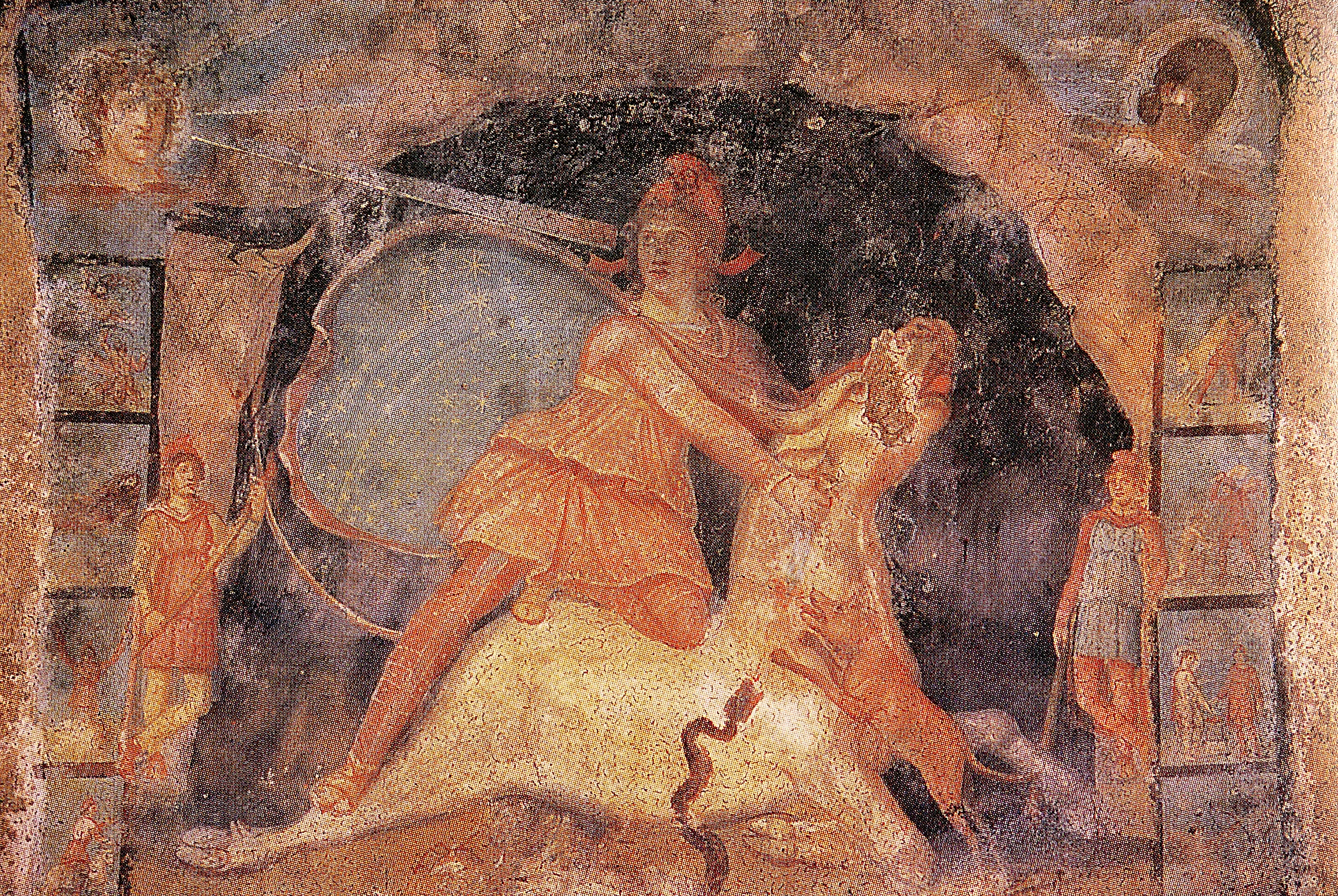
Římská freska tauroktonie, na níž Mithras zabíjí svým mečem (či dýkou) býka, s dalšími výjevy z života boha.

Mithraismus je moderní označení pro Mithrova mystéria, pozdně starověký římský kult boha slunce Mithry, který Římané nazývali jako mystéria Peršanů. Mithrův kult byl mysterijní pozdně antický synkretický směr, který se rozšířil po celé římské říši před nástupem křesťanství jako státního náboženství říše, ale na rozdíl od něj se nikdy nestal masovým ani státním náboženstvím. Mystéria byla oblíbenou, leč uzavřenou tajnou společností omezeného počtu zasvěcenců. Kult se stal populárním zejména mezi římskými vojáky a úředníky, příznivce si našel i mezi římskými císaři. Přístupný byl pouze mužům, to mu významně zabránilo v dalším rozšíření. Zřejmě byl odmítán určitými konzervativními římskými kruhy a splýval se zavedeným kultem římského slunečního boha Sola.

## Charakteristika kultu
Ústřední postavou uctívání a tajných mysterijních obřadů byl původem perský (íránský) sluneční bůh Mithra. Největšího rozšíření dosáhl kult v období pozdní antiky 1. až 4. století n. l. Přestože se úspěšně rozšířil po takřka celé římské říši a mohl se teoreticky ucházet o přízeň široké veřejnosti nebo se stát dokonce státním náboženstvím říše ještě před nástupem křesťanství, v praxi zůstával pro veřejnost uzavřeným, přístupný pouze pro úzký kruh mužských zasvěcenců. Pro Římany obecně byl (jako jiné mysterijní kulty) kultem orientálním čili exotickým, ne-římským a dovezeným. Pro svůj vojenský charakter zůstával nepřístupný ženám. Vzniklé mezery využívaly jiné kulty, např. Kybely. Kvůli spojitosti s Peršany, národa dlouhodobě nepřátelského vůči Římu, mohli Římané k němu chovat nedůvěru a podezření. Ironií je, že kult nazývaný jako „mystéria Peršanů“ měl s Peršany a jejich náboženstvím pramálo společného. Mithrova mystéria vznikla v helénistickém světě a stala se kultem římským. Jejich původ je třeba hledat v Malé Asii, v Kilíikii a na březích Pontu, které měly vazby na řecký svět a styky s orientem. Zde se zrodil směr ovlivněný tradičními řeckými mýty héroů ovlivněný chaldejskou astrologií.

## Íránský Mithra a římský Mithras

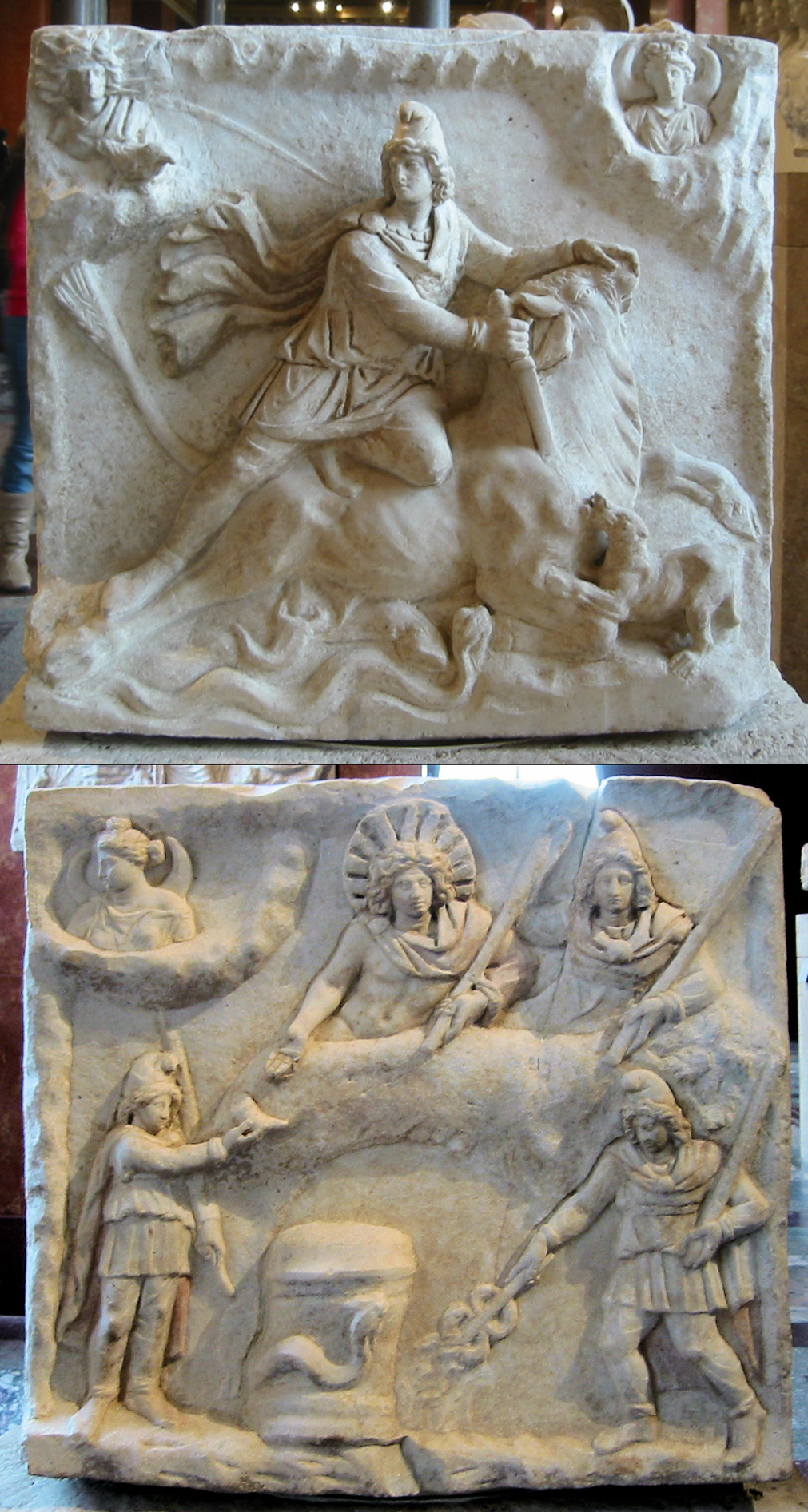
Oboustranný reliéf, přelom 2. a 3. stol. n. l. (Muzeum Louvre)

Mithraistický bůh vychází od indo-íránského boha slunce zvaného Mithra či Mitra, který byl uctíván v perské říši – toto jméno má v avestánštině význam zhruba: „ten, který svazuje“, původ má také v sanskrtu a znamená „přítel“, jeho římské jméno Mithras (latinsky) bylo někdy doplňováno různými přídomky (například „Mithras Tauroktonos“). Mithras uctíváný v pozdně antickém Římě je nepochybně božstvem íránského původu, ale pravděpodobně vychází z tradice odlišné od zarathuštrické. Mezi Římany a zejména legionáře se kult dostává krátce po římském dobytí maloasijské Kilíkie, která toho času byla pod kontrolou pirátů. Víra v tohoto boha musela být rozšířena i dále na východě. Mithra figuruje ve jménech několika pontských králů. Mithras je synem Dia-Óhrmazda (synkretické spojení nejvyššího boha řecké mytologie a Ahury Mazdy), je zjevné, že došlo k propojení náboženských představ kultu se známou řecko-římskou mytologií tak se zoroastrismem, jehož vliv byl dál na východě.

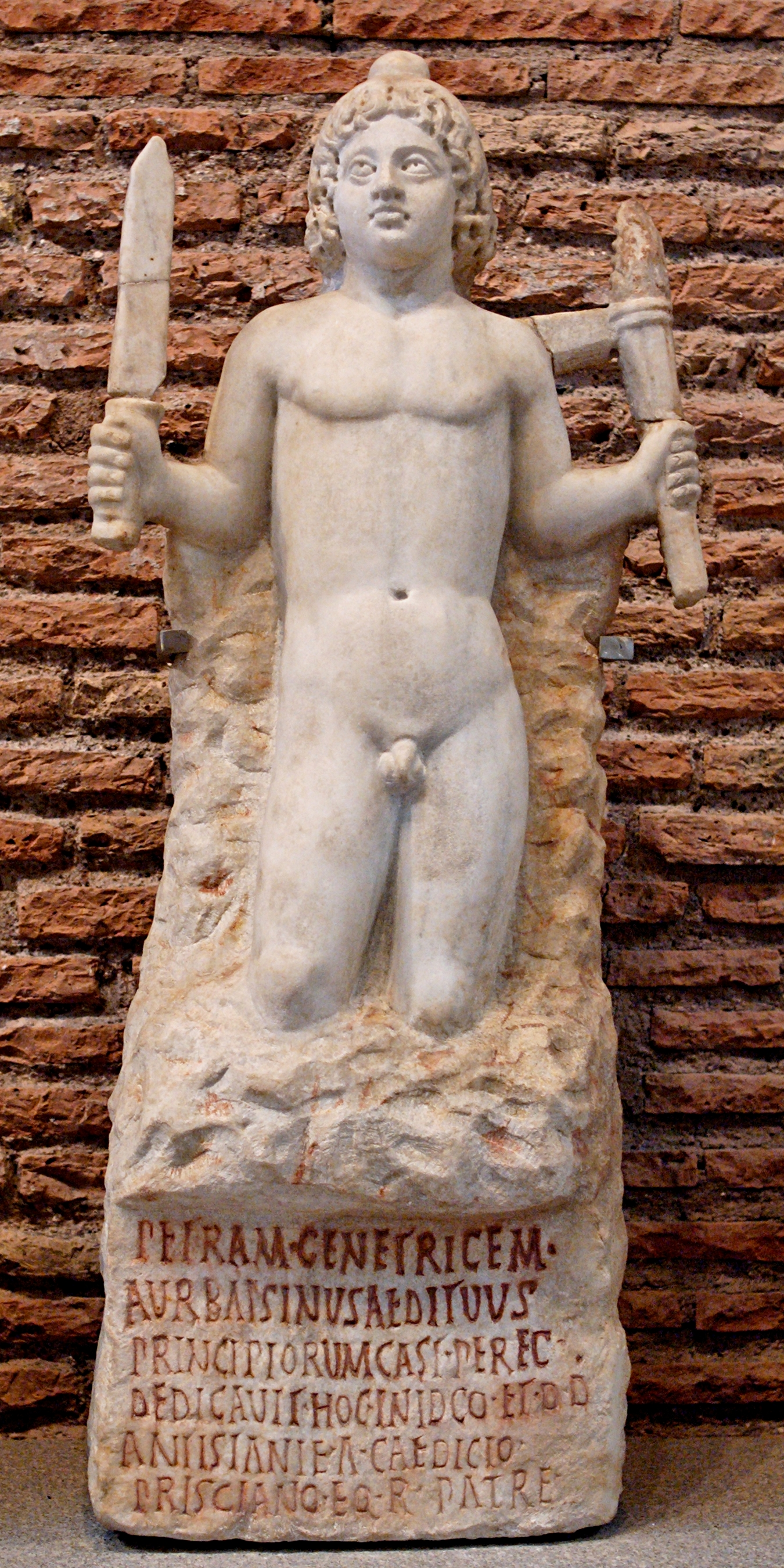
Mithras vystupující ze skály

Mithrovy mýty se do dnešních dnů nedochovaly, ale z kamenných reliéfů Mithrových oltářů je možno vyčíst kultovní příběh božstva. Na počátku se Mithra zrodil (či byl stvořen) již jako dospívající mladík ze skály v jeskyni. Sbíral plody nebo sklízel obilí, poté vystřelil z luku šíp a zasáhl jím skálu, ze které pak vytryskl životodárný pramen. Poté musel pronásledovat býka, kterého bylo zapotřebí zkrotit. Někdy je zobrazován, kterak na zkroceném býkovi jede. Jeho nejvýznamnějším skutkem je však skolení býka. Ústředním motivem příběhů je tedy výjev zvaný tauroktonie, tomu je na oltáři věnována největší pozornost, na něm je bůh Mithra zobrazen, kterak zabodává meč (či dýku) do hřbetu umírajícího býka. Tento akt představoval oběť, během které je obnovována plodnost a životadárnost světa i kosmu. Kromě Mithry se na obrazech objevují další postavy – různá zvířata (had, pes, škorpion, havran...), sluneční bůh Sol (či Hélios), Mithra bývá někdy doprovázen dvěma mladíky (dvojčaty – blíženci) s pochodněmi, kteří bývají oblečení stejně (či podobně) jako on, jmenují se Cautes a Cautopates. V prostorách Mithrových svatyní se vyskytovaly sochy démonického božstva Aióna představující personifikaci času (či nekonečného času, pravděpodobně se jedná podobu římského boha Saturna a řeckého Krona). Mimo soch Aíona se v některých svatyních objevují také sochy a busty egyptsko-helénského synkretického boha Serapida (například v londýnském mithraeu jeho busta). Serapis byl nejvyšší bůh Ptolemaiovského Egypta a centrem jeho kultu bylo helénské město Alexandrie.
Mithra byl chápán jako bůh slunce a světla uctívaný uprostřed temné jeskyně, má podobu mladého bojovníka a funkci vládce universa („kosmokrátor“) a obnovitele světa, který skrze krvavou oběť kosmického býka pravidelně zachraňuje a cyklicky obnovuje veškerý život. Byl zobrazován jako mladík v červeném orientálním oděvu (zřejmě perském) s červenou frýžskou (frygickou) čapkou (zřejmá inspirace řeckým hrdinou Perseem), tato podoba nepochází z Persie, země Mithrova původu, ani frygická čapka není typickou pokrývkou hlavy Peršanů, byť si to Řekové a Římané zřejmě mysleli. Po stranách jsou zpodobněny menší výjevy zachycující další významné události Mithrova života. Na tauroktonii bývají někdy vedle vyobrazené prýštící krve z býkovy rány symbolicky vyrůstající zemědělské plodiny. Mithra měl roli zachránce a spasitele. Na rozdíl od křesťanského spasitele není zabit pro spásu lidstva, ale naopak pro spásu lidstva zabíjí, činí tak, protože musí. Kult kvůli vojenskému charakteru byl velice oblíbený zejména u římských legiích, ale také rozšířený v řadách městských úředníků a podporovaný některými římskými císaři.

## Původ a obsah mystérií

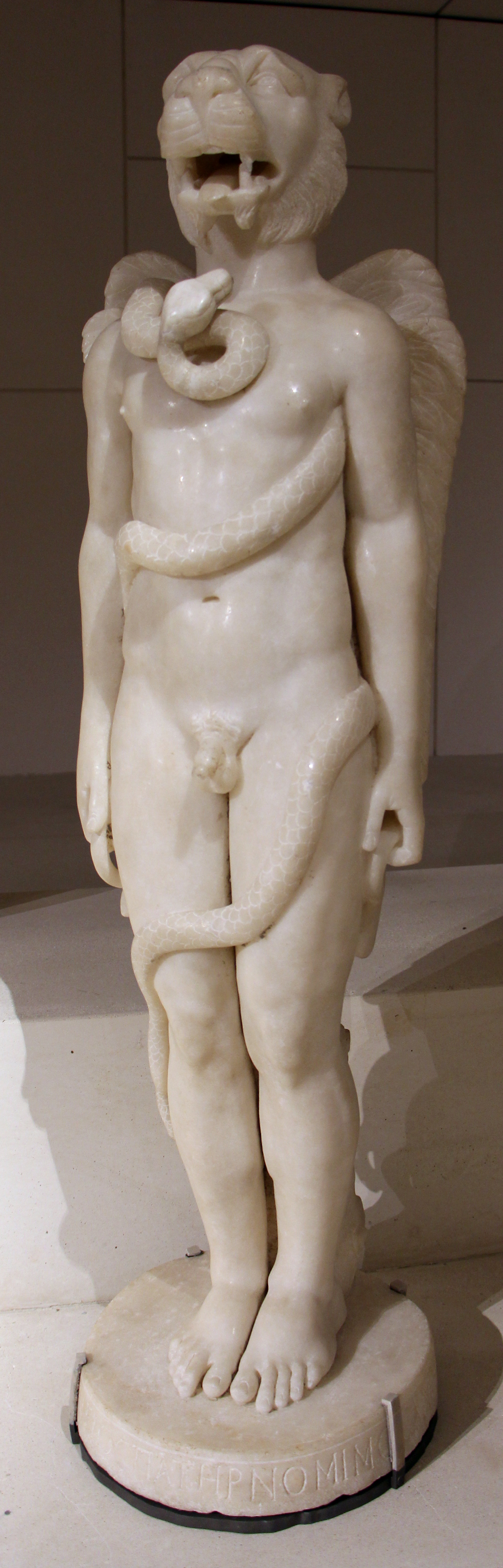
Neznámé božstvo s lví hlavou nalezené v mithraeu

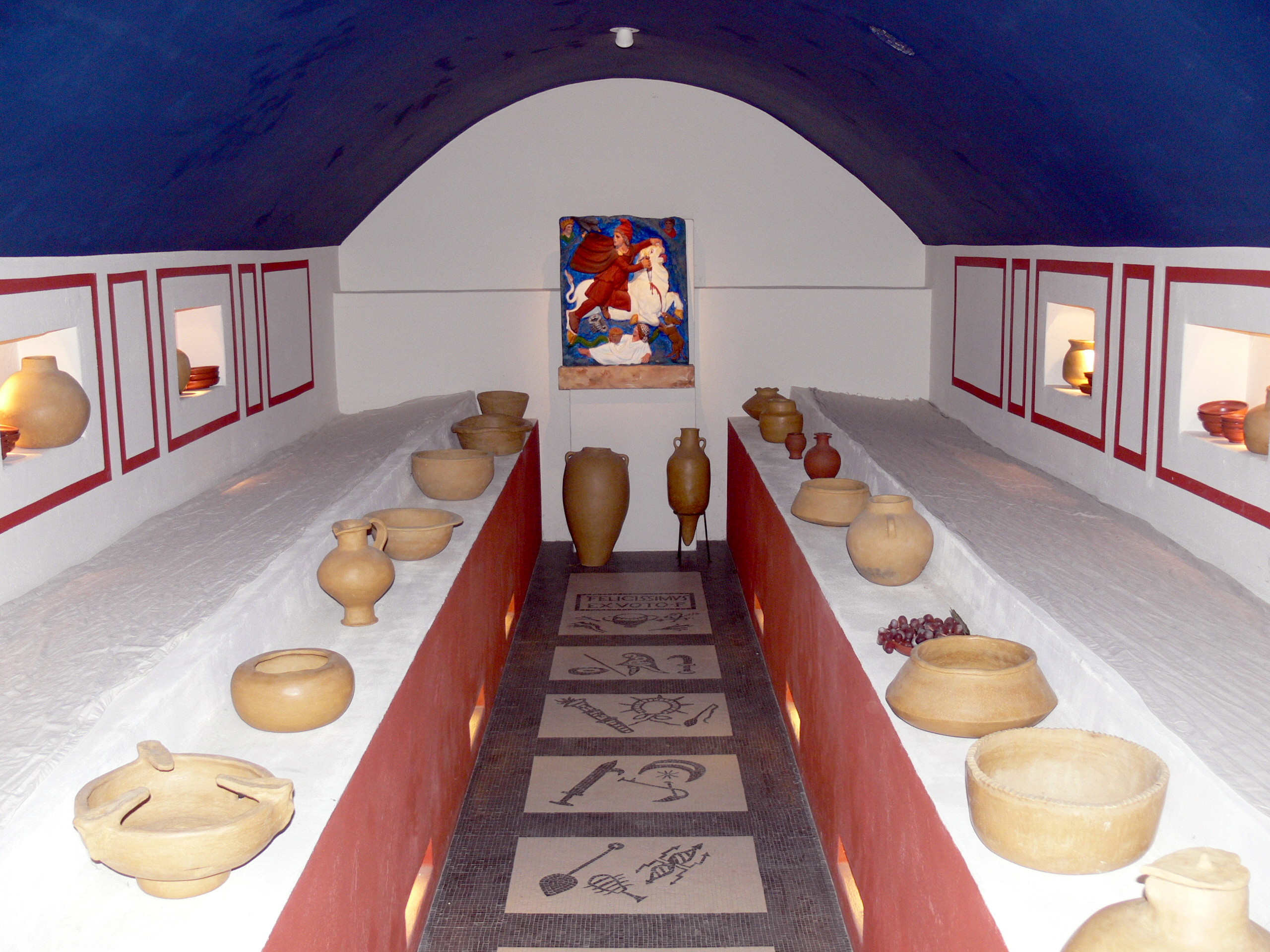
Rekonstrukce mithraea, mithraistické podzemní svatyně z období starověkého Říma

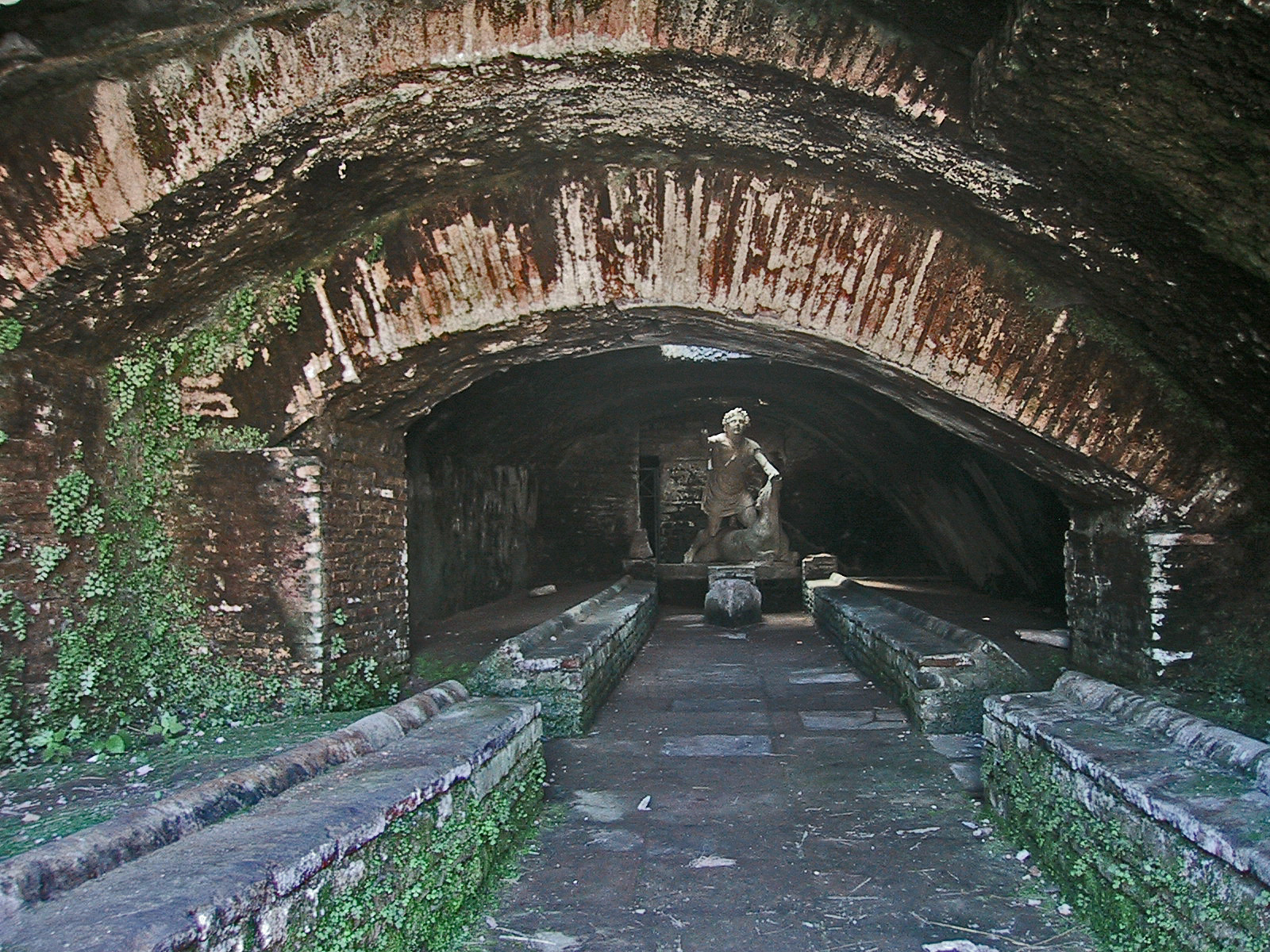
Dochované mithraeum v Ostii nedaleko Říma

Římský Mithrův kult se postupně vyvíjel ve východních provinciích římské říše jako synkretismus antického polyteismu (řecko-římské mytologie), východní astrologie a perského náboženství zoroastrismu (založeného Zarathuštrou), kterým byl ovlivněn jen okrajově. Kult Mithry přinesl do římského náboženství několik novot, které mohly ovlivnit rodící se křesťanství a církev: 
- Spasitelské božstvo obnovující řád světa násilným zkrocením a krvavou obětí kosmického býka.
- Posvátnou liturgii v prostorách podzemní svatyně či chrámu a ústřední motiv tauroktonie coby díla spásy s ikonografií související s nebeskými tělesy noční oblohy.
- Tajné iniciační obřady s vírou ve spásu lidské duše, které měly skrze rituál a atmosféru vzbuzovat bázeň a zbožnost (proto náleží ke skupině mysterijních kultů). Zasvěcenci v Mithrových svatyních nosili během obřadů pestrobarevná orientální roucha a masky, které odpovídaly jednotlivým stupňům zasvěcení. Obřady byly neveřejné a pro obyčejné lidi nepřístupné.
- Rituální přijetí do kultu prostřednictvím obřadu – křtu, který spočíval ve vypálení (či vytetování) znamení (či znaku) na čelo,[5][6] která měla pravděpodobně tvar řeckého kříže nebo kříže ve tvaru písmene X (Hostilianův portrét), není to však jasně prokázáno.[7]
- Propracovaná hierarchie kultu a kněží, od nejnižších zasvěcených až po nejvyššího otce.

Každý stupeň měl svůj iniciační rituál, během něhož kandidát musel prokázat odvahu nebo znalosti, které byly tajné a pro obyčejného člověka nedostupné. Kandidát byl vystavován nebezpečí nebo si musel poradit s různými překážkami, nástrahami a hádankami. To je také důvod, proč byl kult přístupný pouze mužům a oblíbený mezi římskými vojáky. Během úvodní zasvěcovací ceremonie byl nováček přiveden do tmavé jeskyně se zavázanýma očima. Uvnitř mu byla látka sejmuta z očí a nabídnuta honosná koruna. K tomu, aby uspěl, měl předem vědět, že nabízenou korunu má odmítnout a pronést před knězem, že jeho korunou je samotný Mithras. 
Smyslem mithraismu byla spása člověka a dosažení věčného života, toto mělo být zajištěno postupným zasvěcením do mysterijních obřadů. Překonáváním četných překážek či nástrah a plněním různých úkolů (například postu) bylo možné projít sedmi stupni zasvěcení, jimž odpovídá představa stoupání duše zemřelého k nebi sférami sedmi planet (sblížení mithraismu, obdobně jako u gnosticismu, s astrologií). Skrze iniciační rituály zasvěcenci postupně vstoupali v hierarchii vzhůru jako po nebeském žebříku k nebi, na jehož konci se měla nacházet nebeská brána a radostná přítomnost boha spasitele. Ke každému iniciačnímu stupni hierarchie kultu byla přidělena jedna planeta (a zřejmě i božský patron).
Není známo, nakolik je helénský a římský Mithrův kult pokračovatelem perského náboženství a jeho reformní podoby zavedené prorokem Zarathuštrou, resp. zoroastrismem. Úcta k Mithrovi byla v Persii velmi rozšířená, ale Mithra se nemohl stát ústřední postavou zoroastriánského náboženství, byl trvale zastíněn nejvyšším božstvem zoroastrismu Ahurou Mazdou, čímž byl natrvalo druhořadým bohem. Z toho důvodu se Mithrův kult nemohl uchytit v Persii, ale našel si stoupence v nábožensky tolerantním helénistickém Středomoří a později také v Římské říši, kde se hojně šířil během 1. století n. l. (jedna Mithrova svatyně byla nalezena dokonce na území Británie nedaleko Londýna).

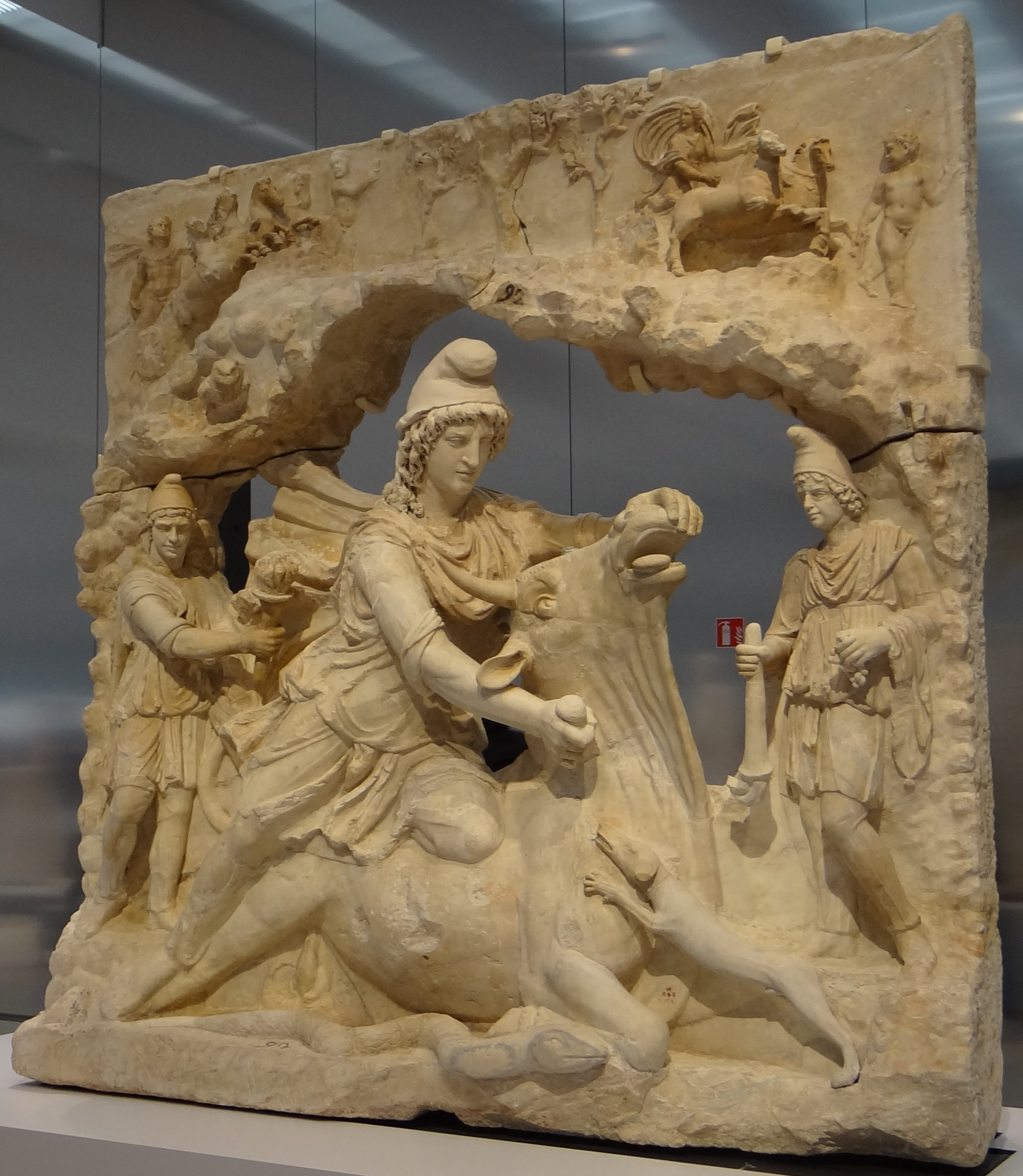
Mithras obětující býka (kolem 150 př. n. l., dnes v Louvru)

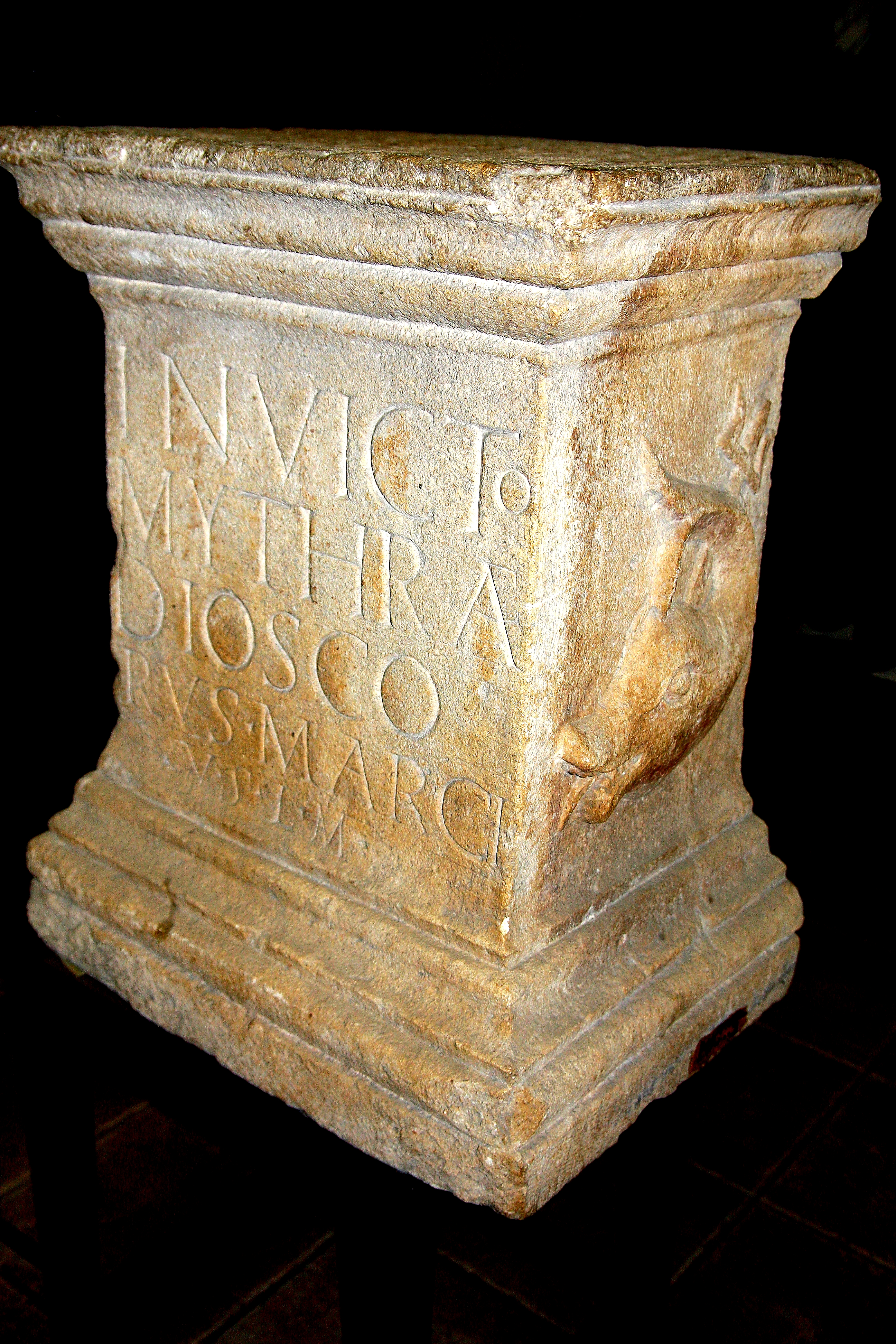
Votivní oltář v Rumunsku věnovaný božstvu „Invicto Mythra“.

Přestože je Mithra původem indo-íránský bůh, na území Persie (dnešní Írán) nebyla (na rozdíl od helénského světa a starověkého Říma) nalezena žádná Mithrova podzemní svatyně ani žádný pozůstatek kultu. Ve skutečnosti vnější podoba a charakter Mithových mystérií nevznikly na území Perské říše, ale postupně se vyvinuly v helénistickém světě, kam se víra v perského boha přenesla prostřednictvím obchodu a výbojů. Mithra byl daleko dříve také velice oblíbený v Pontském království (několik tamních králů neslo mimo jiné i jméno Mithradatés, což doslova znamená „daný Mithrou“), kam doputoval ze sousední Sásánovské říše (snad prostřednictvím perských zoroastriánských mágů). Mithrův kult se poté rozvíjel na území Malé Asie (pravděpodobně nejvíc stoupenců nalezl právě v Pontském království), kde přebíral antické vlivy. Po dobytí Pontu Pompeiem se Mithrův kult začal hojně objevovat u kilikijských pirátů. Po porážce kilikijských pirátů se prvními římskými šiřiteli kultu stali pravděpodobně arménští legionáři, kteří se účastnili války proti Pontu a později i proti pirátům. Také někteří piráti původně pocházeli z bývalé pontské armády krále Mithridata. Po mnoha porážkách a bojích jim zachutnal pirátský způsob života. Postupně tak byl orientální Mithrův kult zprvu ovlivňován helénistickým prostředím Malé Asie a posléze řecko-římskou kulturou, řecko-římskými náboženskými představami, antickou astrologií a možná v pozdějších době také křesťanstvím.
Shromaždiště účastníků Mithrových mystérií tvořila jeskyně či uměle zbudovaná podzemní svatyně (zvaná mithraeum) s oltářem zdobeným výjevy z Mithrova mytologického života, později vznikaly také nadzemní chrámy (podobné křesťanským kostelům). Někdy bývají v podzemních svatyních umístěné otvory, odkud měly dovnitř proudit paprsky slunečního svitu. Ty měly osvětlovat některá speciální místa (například oltář) během obřadů a celkově tak podtrhovat atmosféru svatyně. Ústředním výjevem interiéru chrámu byl bohatě zdobený oltář s tauroktonií – výjevem Mithry, kterak zabíjí býka, ta měla obvykle největší rozměr a byla umístěna tradičně uprostřed oltáře (či nad oltářem). Shromáždění věřících uvnitř chrámu bylo pro antický svět novinkou (u tradičních antických chrámů se věřící shromažďují před vchodem a přístup dovnitř mají pouze kněží), kdežto zasvěcenci kultu se shromažďují v prostorách Mithrova chrámu podobně jako křesťané v kostelech. Mimo to Mithrův kult disponoval také speciálními mobilními oltáři s reliéfy, které bylo možno libovolně přesouvat či rozebrat a postavit jinde. Kamkoli Mithrovi věřící přišli, tam si náboženství přinesli se sebou díky přenosnému oltáři, a mohli tak praktikovat svou víru. Díky římským legiím se kult šířil nezvyklou rychlostí a zakládání nových náboženských obcí bylo mnohem jednodušší.
Liturgie a náboženské svátky byly odvozeny z příběhů Mithrova života, kult oslavoval zabití býka Mithrou slavností či hostinou, během které byl obětován býk, jehož maso se později na hostině jedlo. V pobožnostech hrály také významnou úlohu voda a víno (původně haoma neboli sóma, obětní nápoj z rostliny, která na Západě neroste, a proto byla v obřadech nahrazena vínem). Úpadek kultu byl zapříčiněn rozmachem nového náboženství křesťanství a s ním souvisejícím zákazem pohanských krvavých obětí. Vzhledem k tomu, že oběť býka byla pro mithraistickou víru a liturgii klíčová, protože se skrze ní prováděla obnova světa a všeho života v něm, nebylo možné v kultu dál pokračovat.

## Sedm stupňů zasvěcení
Zmíněných sedm stupňů bylo následujících:
| číslo | mozaika v Ostii | název v latině           | překlad         | spřízněná planeta | spřízněné božstvo (patron) | symboly a atributy                                                                       |
| ----- | --------------- | ------------------------ | --------------- | ----------------- | -------------------------- | ---------------------------------------------------------------------------------------- |
| 1.    |                 | Corax, Corux nebo Corvex | havran či vrána | Merkur            | Mercurius (Hermés)         | havran, had, kalich a Hermova berla caduceus                                             |
| 2.    |                 | Nymphus nebo Nymphobus   | ženich          | Venuše            | Venuše                     | lampa, diadém, zvonek a závoj                                                            |
| 3.    |                 | Miles                    | voják           | Mars              | Mars                       | měšec, přilba, kopí, buben, opasek a hrudní krunýř                                       |
| 4.    |                 | Leo                      | lev             | Jupiter           | Jupiter                    | batillum, sistrum, vavřínový věnec a symbol blesku (atribut řeckého Dia a římského Iova) |
| 5.    |                 | Perses                   | Peršan          | Měsíc (luna)      | Luna                       | krátký meč akinakes, srp, prak, frýžská čapka, měsíc a hvězdy                            |
| 6.    |                 | Heliodromus              | sluneční běžec  | Slunce            | Sol (Hélios)               | pochodeň, bič, plášť a podobizny boha Hélia                                              |
| 7.    |                 | Pater                    | otec            | Saturn            | Saturnus / Aión (Kronos)   | mitra (pokrývka hlavy otců), pastýřská hůl, roucho, kápě a prsten s drahokamem           |

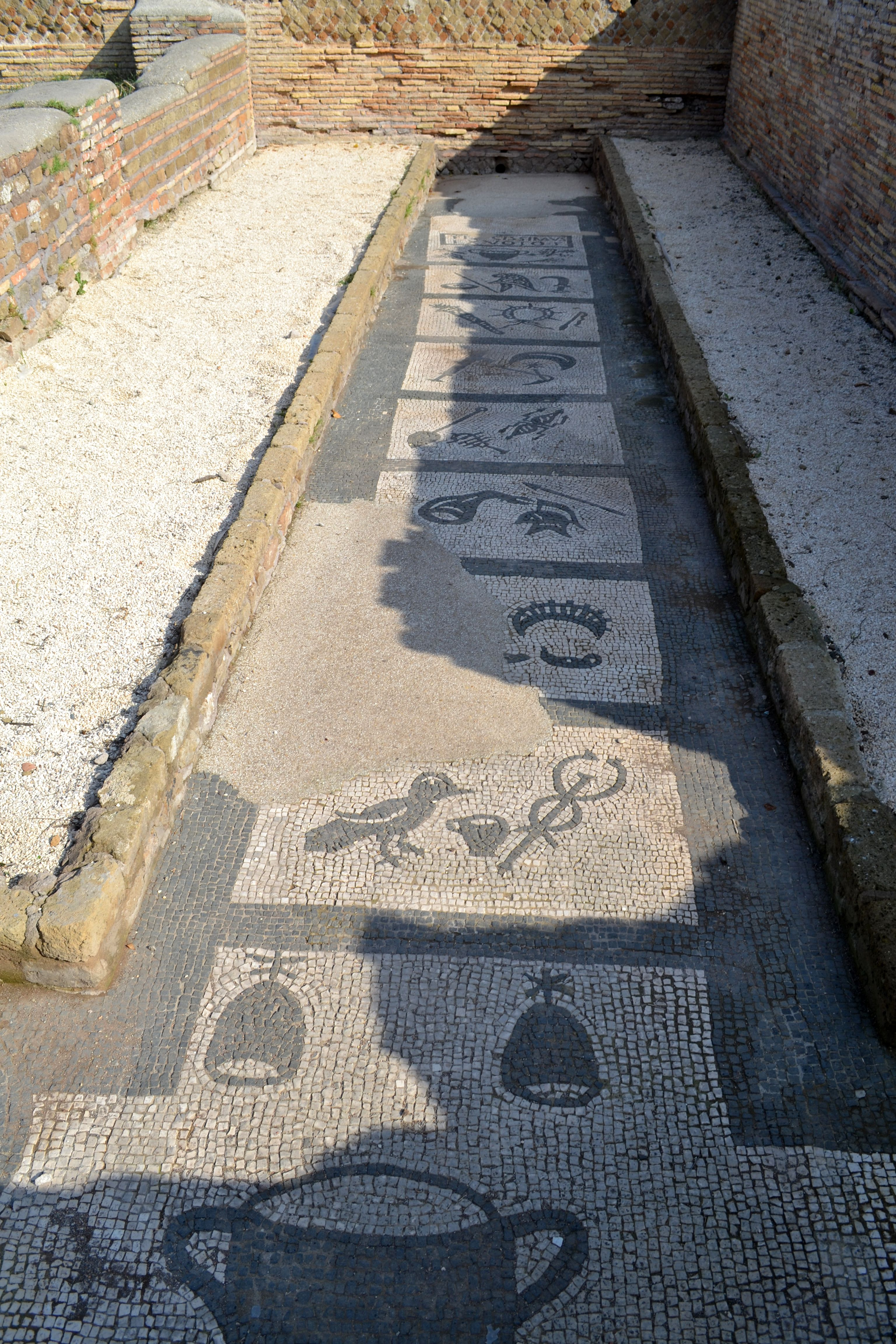
Mozaika mithraea v Ostii se sedmi stupni zasvěcení

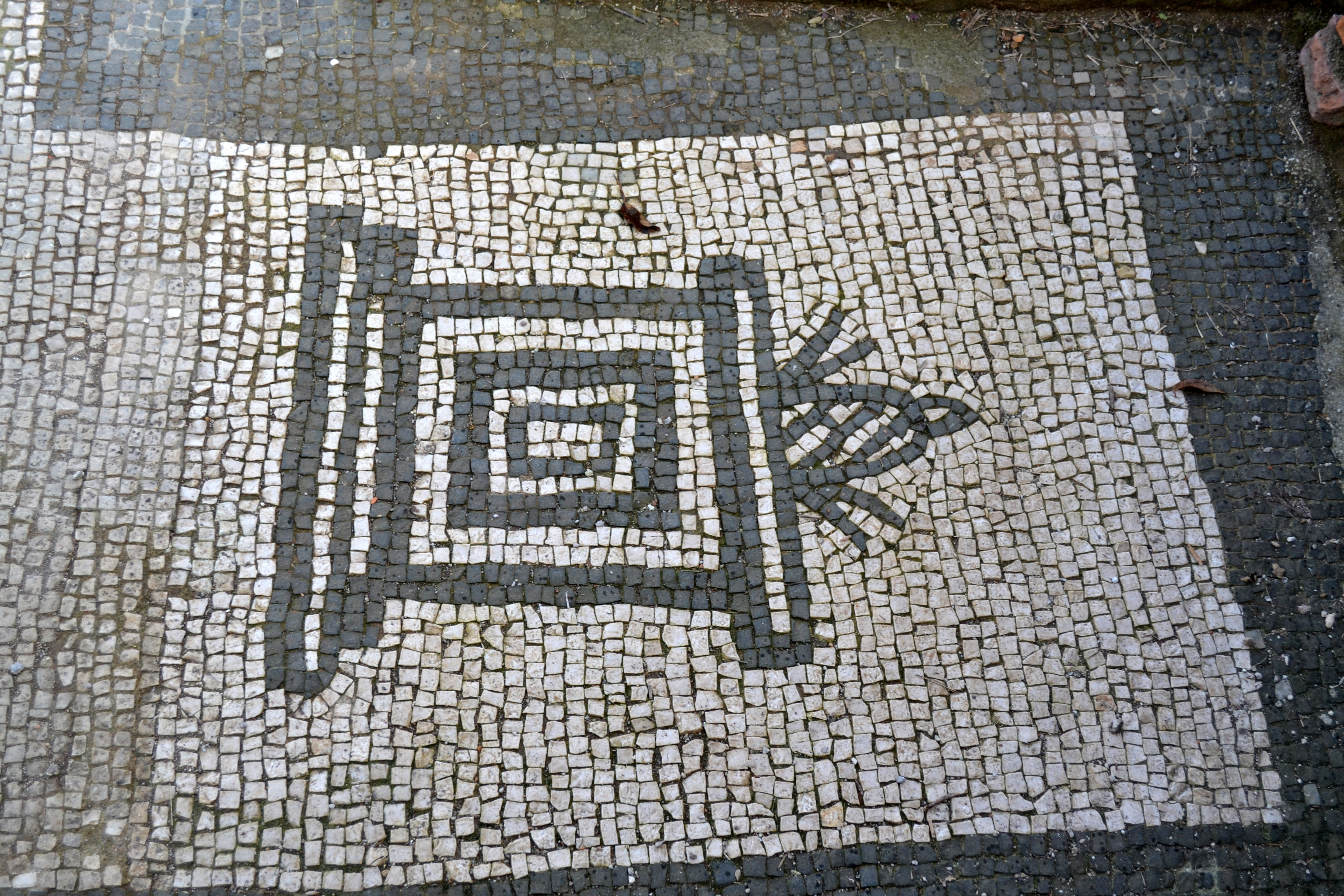
Mozaika značící svatyni, Ostia

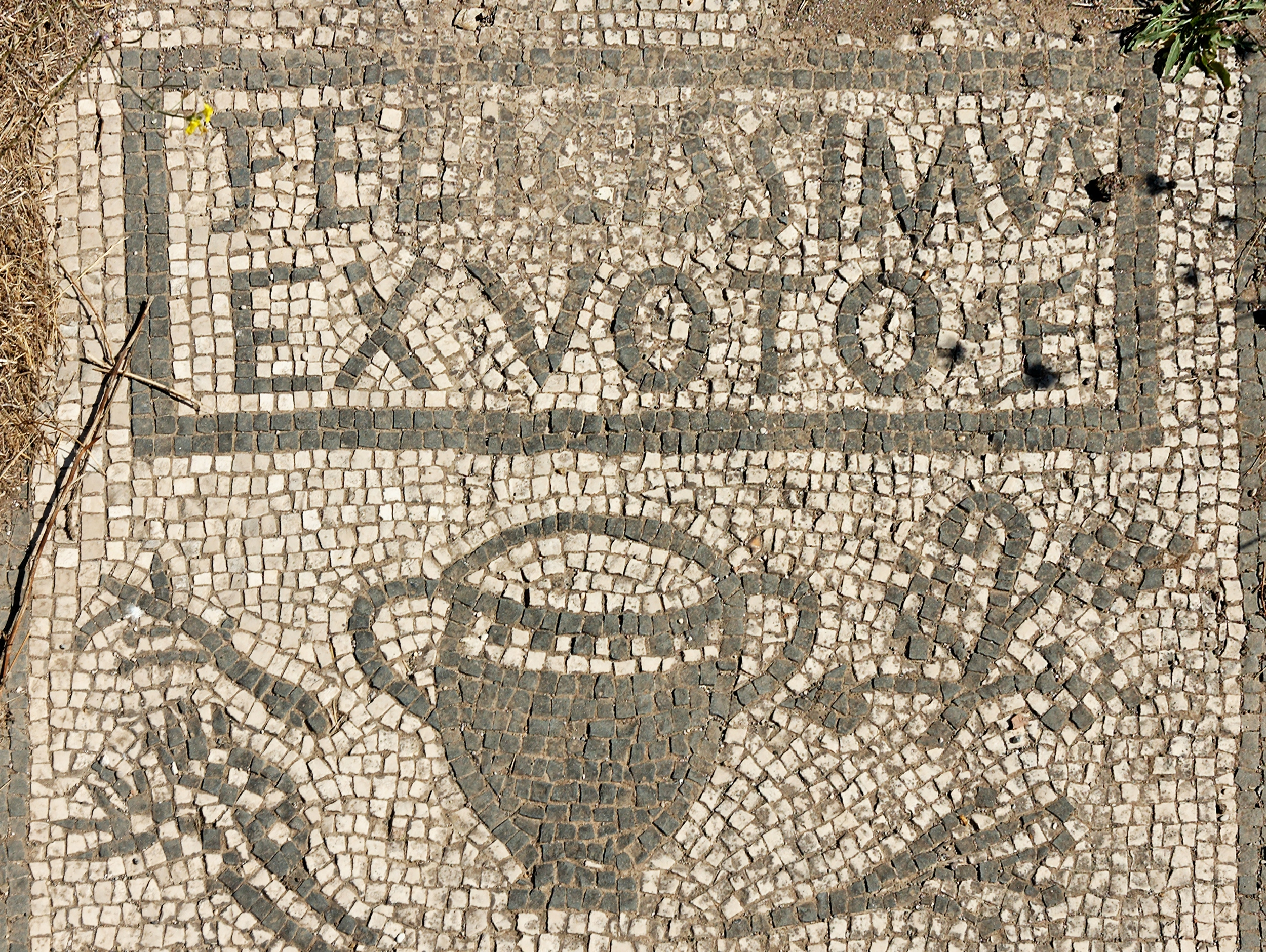
Mozaika s věnováním

Sedmý nejvyšší stupeň je spřízněný s planetou Saturn a bohem Saturnem (Kronem), který je zde vyobrazen v podobě Aióna hrozivého vzezření (interpretovaný jako vládce času, všichni tito bohové se svou úlohou a charakteristickými rysy shodují) se lví hlavou (někdy i bez ní) a holí boha Iana v ruce (římského boha dveří, bran, vchodů, začátků a konců) a s klíčem nebo dvěma klíči, patrně od nebeské brány. Nad sedmým stupněm otce byl již jen nejvyšší velekněz, představitel kultu a sedmého stupně otců, který se tituloval jako „Otec otců“ (Pater Patri).
Existuje také hypotéza, že pátý stupeň Peršan (Perses) mohl souviset s řeckým hrdinou Perseem.
Přestože cesta přes sedm iniciačních stupňů vedla do mytického nebe, je prokázáno, že ne všichni zasvěcení tohoto nejvyššího stupně dosáhli, zřejmě to ani nebylo povinností kultu.

## Astrologické symboly

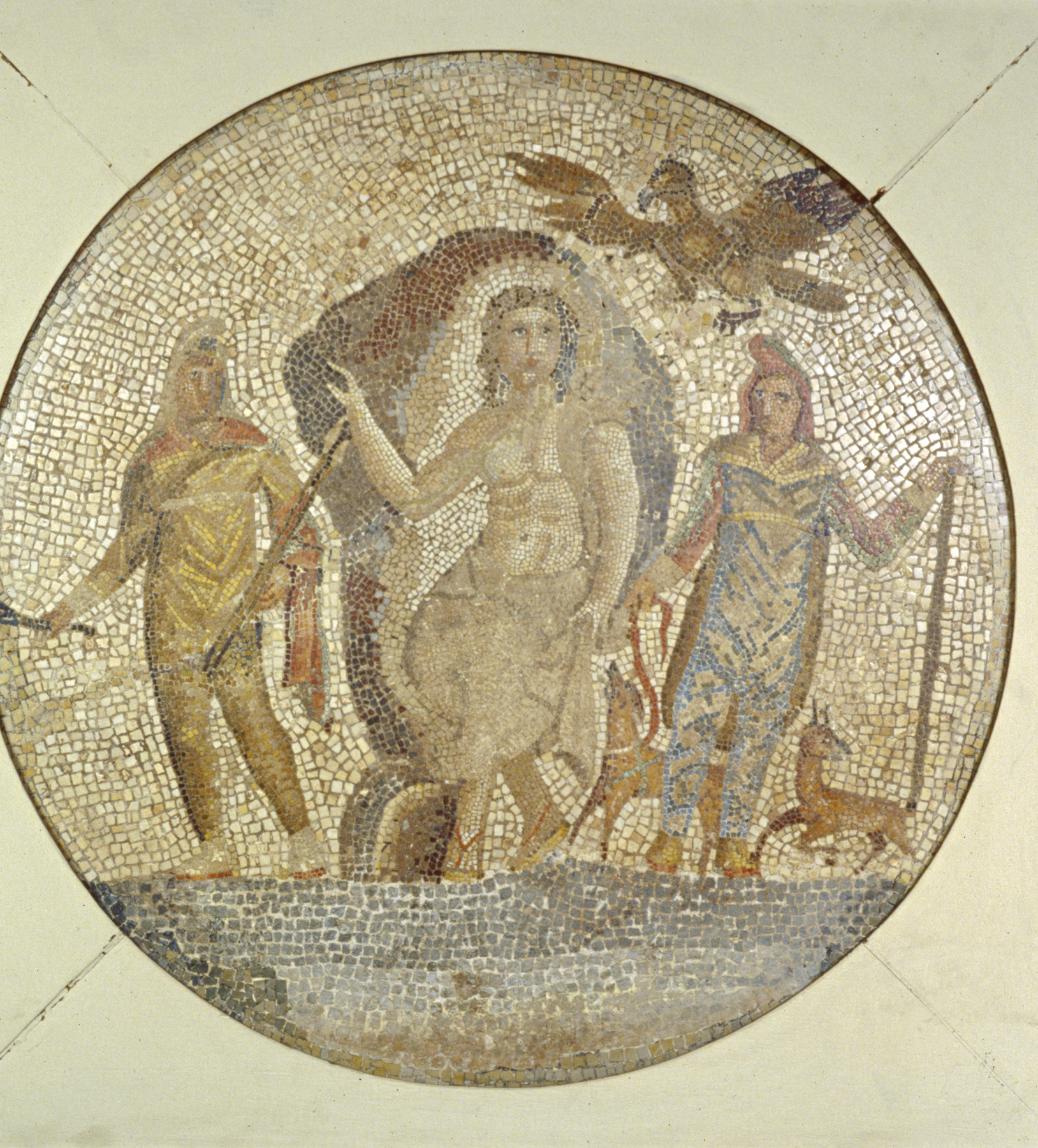
Mozaika z 1. stol. n. l. zachycuje Mithru, kterak vychází z jeskyně za doprovodu dvou svých společníků – blíženců Cauta a Cautopata.

| symbol tauroktonie             | nebeské těleso                                                          |
| ------------------------------ | ----------------------------------------------------------------------- |
| býk                            | souhvězdí Býka                                                          |
| pes                            | souhvězdí Malého psa (Canis Minor), souhvězdí Velkého psa (Canis Major) |
| had                            | souhvězdí Hydry, Hada a Draka                                           |
| havran                         | souhvězdí Havrana                                                       |
| štír                           | souhvězdí Štíra                                                         |
| pšeničný klas (na býčím ocasu) | hvězda Spica                                                            |
| blíženci Cautes a Cautopates   | souhvězdí Blíženců                                                      |
| lev                            | souhvězdí Lva                                                           |
| pohár                          | souhvězdí Poháru                                                        |
| Sol                            | slunce                                                                  |
| Luna                           | měsíc                                                                   |
| jeskyně                        | universum                                                               |

## Kult Sol Invictus

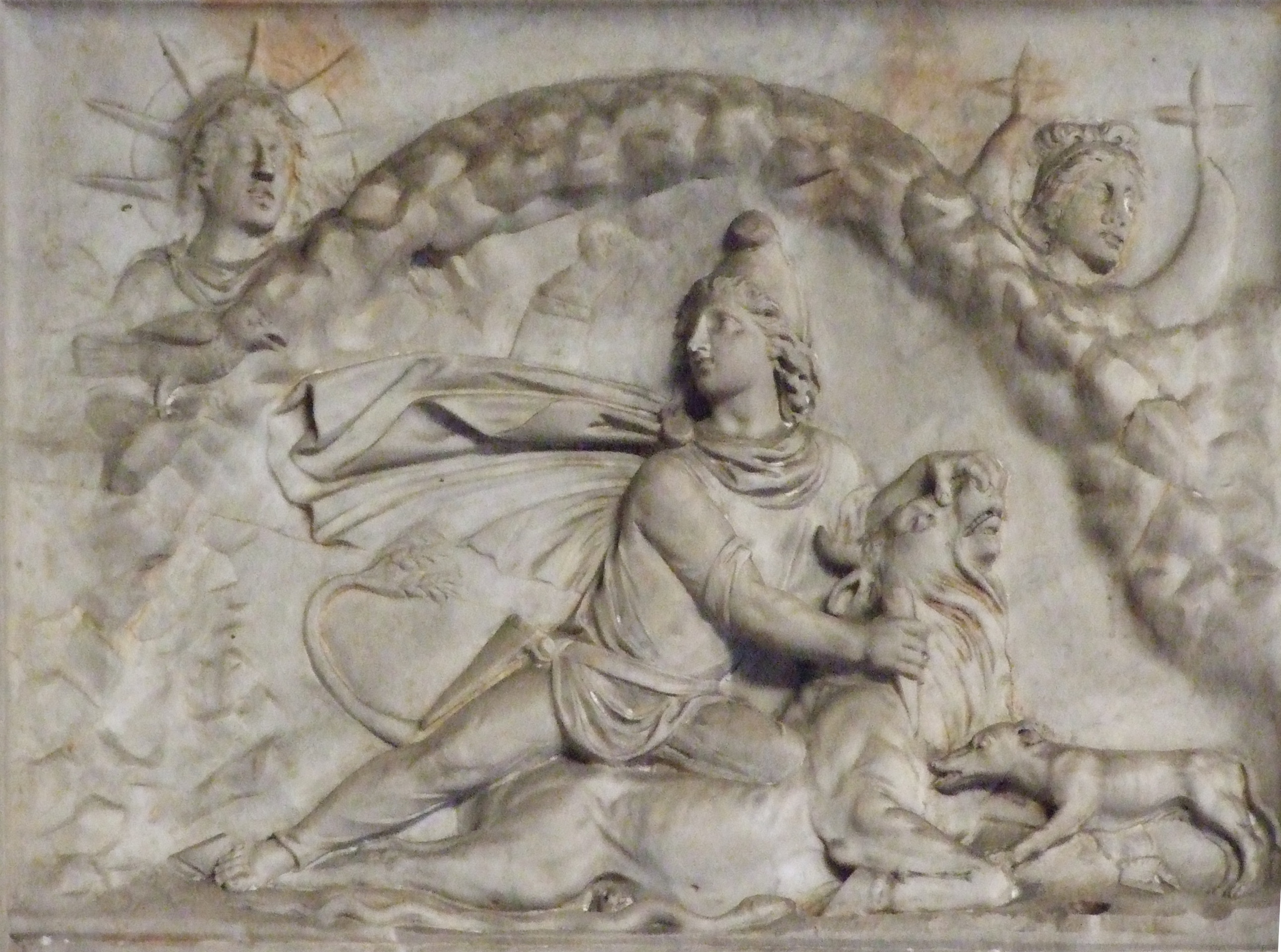
Basreliéf s tauroktonií, Mithras zde poráží býka a přitom vzhlíží na slunečního boha Sola vycházejícím z mraků, Vatikánská muzea.

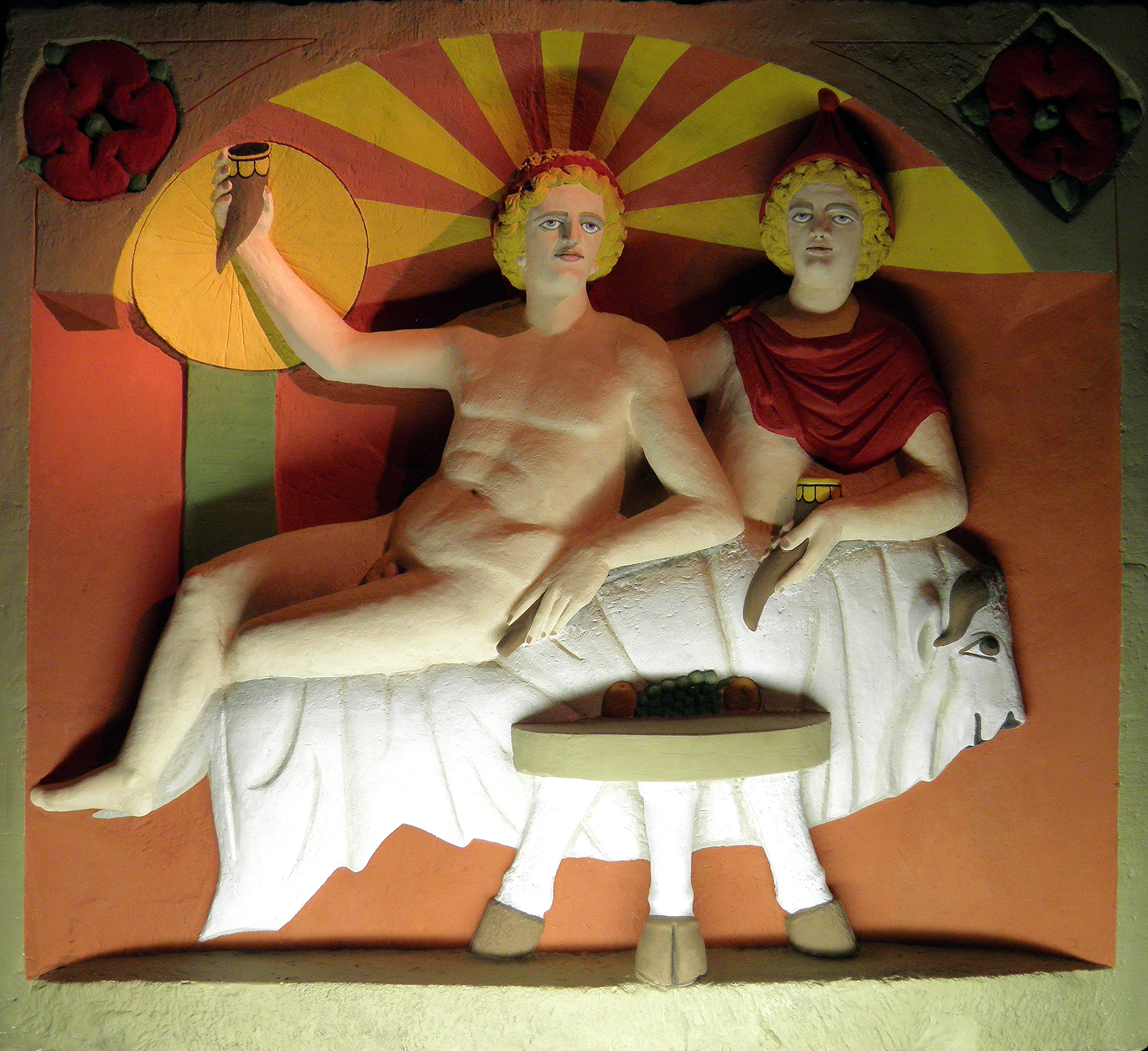
Reprodukce hostiny Mithry se Solem na hřbetu skoleného býka, datováno rok 130, muzeum v Ladenburku, Německo

Raná křesťanská církev kritizovala a obviňovala Mithrova mystéria z kopírování a parodování křesťanských obřadů. Mithra hrál v mithraismu podobnou úlohu spasitele stejně jako Kristus v křesťanství. Narození Mithry se v Římě slavilo 25. prosince během svátku Nepřemožitelného Slunce (Sol Invictus) zavedené císařem Aureliánem, které mělo formálně sjednotit kulty solárních bohů. Mithras je ztotožňován s dvěma antickými bohy slunce, s řeckým slunečním bohem Héliem a zejména pak s římským aureliánským bohem Solem („Sol Invictus Mithras“, ten je také v Mithrových obřadech často zobrazován, kterak je Mithrovi podřízen), na výjevech mithraistických oltáří je zde zobrazení Sola a Mithry, jak si nad oltářem tisknou ruce (dexiósis). Na jiných výjevech Sol před Mithrou klečí a Mithra nad ním mává jakýmsi předmětem (pravděpodobně vakem) jako kdyby snad chtěl Sola zasvětit do svých vlastních mystérií. Cyklus vyobrazení je ukončen výjevem, na němž je Mithra zobrazován, kterak vystupuje na Solův sluneční vůz.

## Závěr

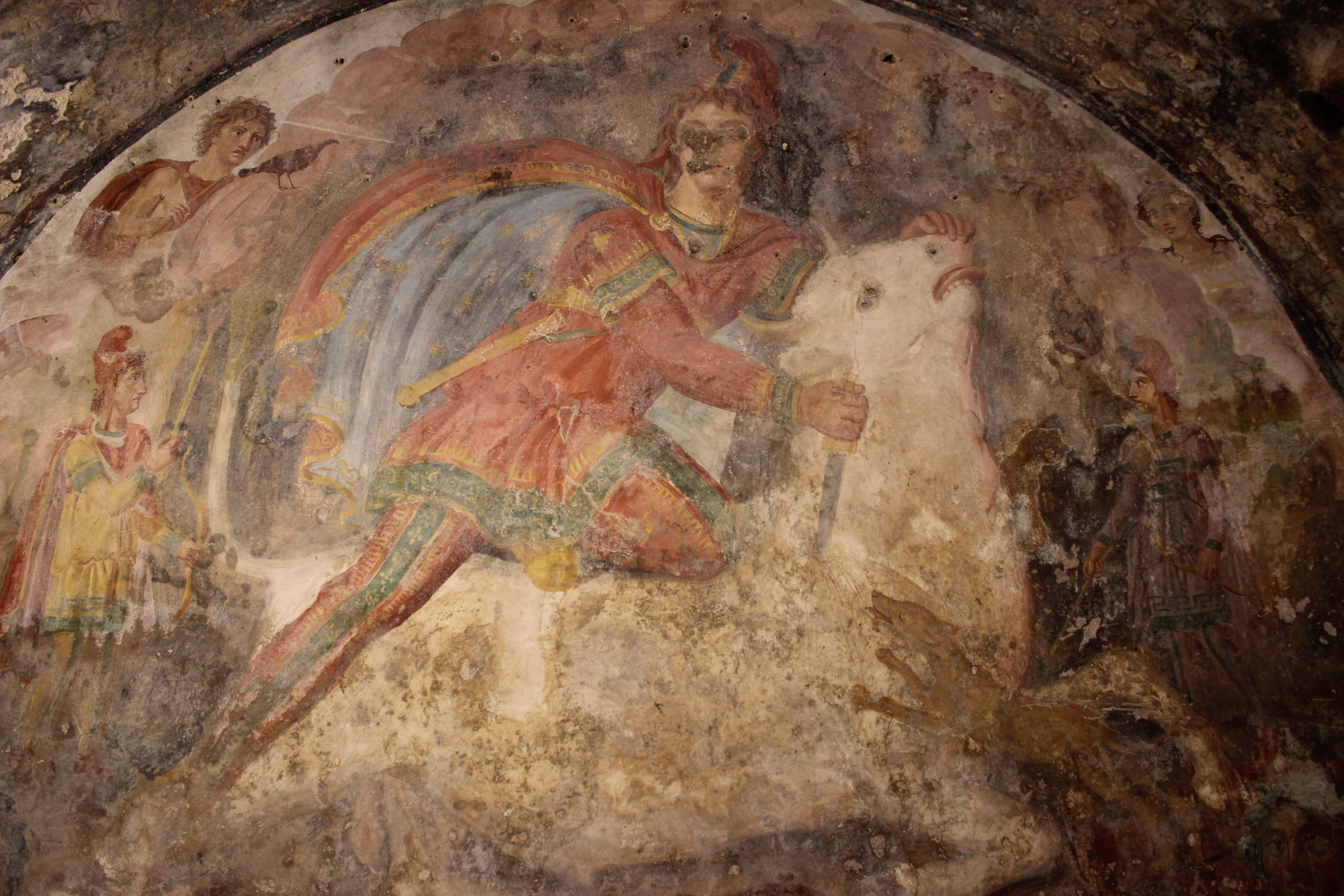
Římská freska tauroktonie znázorňující Mithru v orientálním oděvu s frýžskou čapkou porážejícího kosmického býka.

Mithrův kult se objevuje v Římské říši v době, kdy upadá význam tradičních římských kultů a věřící lidé se zaobírají novými náboženskými myšlenkami do té doby neznámými (například spásou lidské duše a dosažením věčného života po smrti), roste tak oblíbenost antických mysterijních kultů, které tuto spásu (či osvícení) zajišťují (nejen tedy Mithrova, ale také roste oblíbenost Déméteřiných eleusínských mystérií, dále Dionýsových, Osiridových, Kybeliných a mystérií Kabeirů na Samothráké). Bylo to období velkých společenských otřesů a barbarských vpádů, které ohrožovaly samotnou říši. V této době se na scéně objevuje také nové náboženství – křesťanství, také nabízející spásu lidské duše skrze Syna Božího.

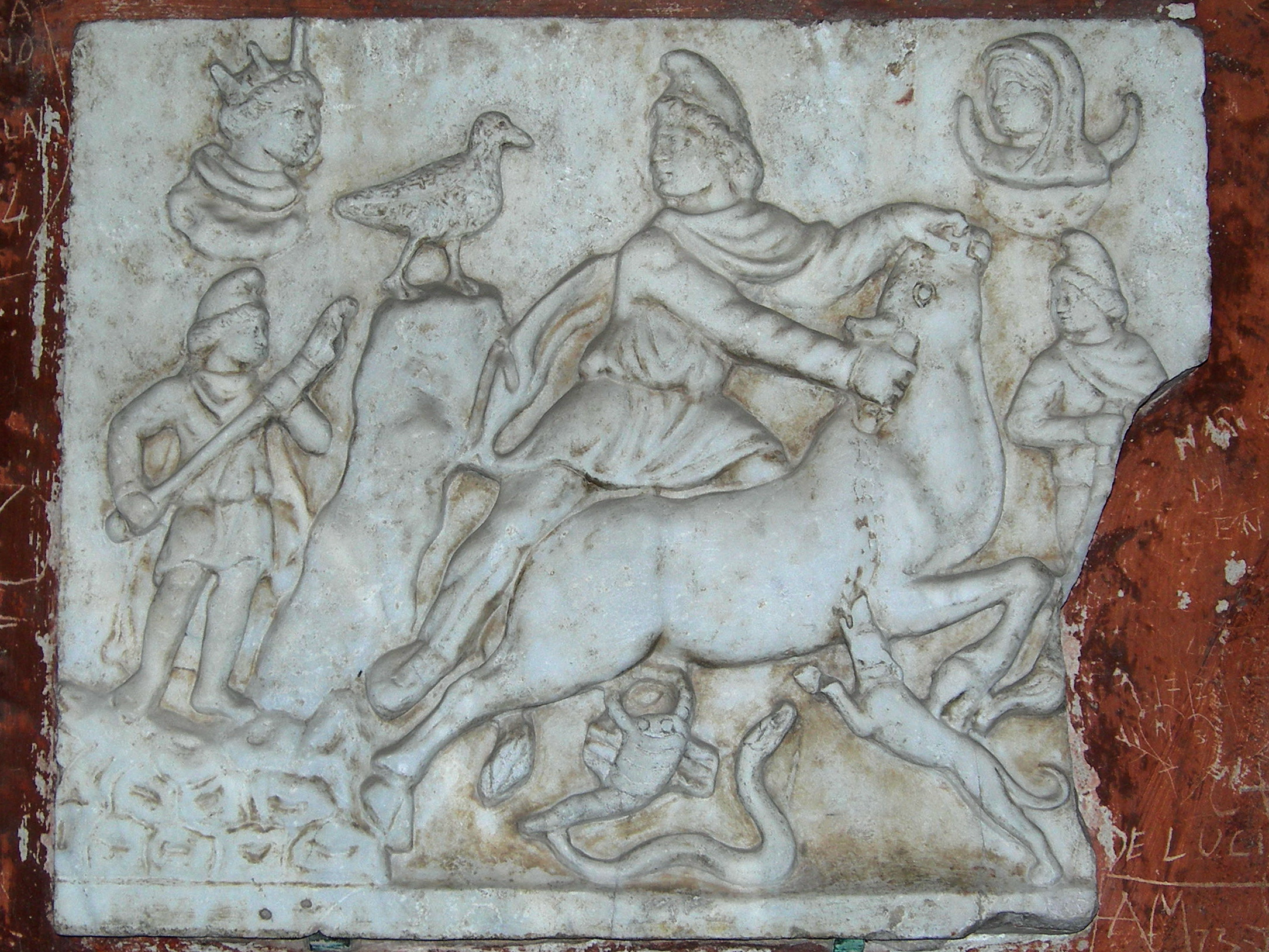
Římský reliéf tauroktonie, italská Pisa, Camposanto Monumentale

Přestože se „mithraismus“ rozšířil do všech koutů Římské říše a zasvěcovat se do něj nechávali i někteří císaři, mnozí badatelé se domnívají, že byl jen krůček od chvíle stát se státním náboženstvím, nic nenasvědčuje tomu, že by Mithrův kult měl ambice se jím stát a chtít svět „mithraizovat“. Mysterijní kult neusiloval o popírání ostatních bohů a kultů či jejich zákaz. 
Ani Mithras nemohl na rozdíl od křesťanství zaujmout dominantní postavení státního boha. Za vlády císaře Aureliana byl minimálně ztotožňován se státním aureliánským slunečním bohem Solem (docházelo k jejich spojení ve formě Sol Invictus Mithras) a jeho narození bylo slaveno 25. prosince v souvislosti s narozením Sola a dalších slunečních božstev, jenže elitářská vyhraněnost znemožňovala mithraismu stát se masovým náboženstvím. Mithrova společenství navzdory rozšíření na území impéria zůstávala málo početná. Původ božstva v Orientu, celkový cizokrajný nádech a kulturní spřízněnost s Perskou říší (se kterou Řím často vedl vleklé války) mohly navíc vyvolávat v řadách římské veřejnosti jistou nedůvěru a opovržení. Navíc vojenský charakter obřadů tolik oblíbený u vojáků znemožňoval přístup ženám, kult a jeho zasvěcení bylo přístupné pouze mužům. Ženy se musely alespoň spokojit s kulty jiných božstev, často se v okolí Mithrových svatyních nachází další chrámy zasvěcené některým bohyním (převážně se jedná o bohyni Kybelé, jejíž kult má také svá mystéria a původ v Malé Asii). 
Mithrův kult se nestal samostatným náboženstvím, pouze se etabloval jako synkretický přírůstek římského náboženství. Otcem Mithry neměl být nikdo jiný než Zeus-Oromazd (synkretické spojení nejvyššího olympského boha Dia a Ahury Mazdy, nejvyššího íránského boha zoroastrismu), jindy byl Mithra (kromě Sola) ztotožňován také s maloasijským bohem Attidem (partnerem bohyně Kybelé) jako „Mithra-Attis“. Jakou roli hrál v kultu nejvyšší synkretický bůh helénistického Egypta Serapis není známo, buď sem byl umístěn náhodně, a nebo zde zastupoval podobu nejvyššího boha, Mithrova otce. Je možné, že Mithrův kult se snažil formálně sjednotit náboženskou nejednotnost, kulturní a náboženskou rozmanitost Římského impéria. Jeho kulturní a náboženskou nejednotu se pokusil Aurelian vyřešit svými náboženskými reformami (zavedením státního kultu boha slunce Sol Invictus, s kterým byl Mithras ztotožněn) a nakonec zcela „vyřešena“ zákazem pohanských kultů a nastolením křesťanství jako jediného náboženství. Se zákazem pohanských obětí a kultů zanikl také Mithrův kult.

## Zánik

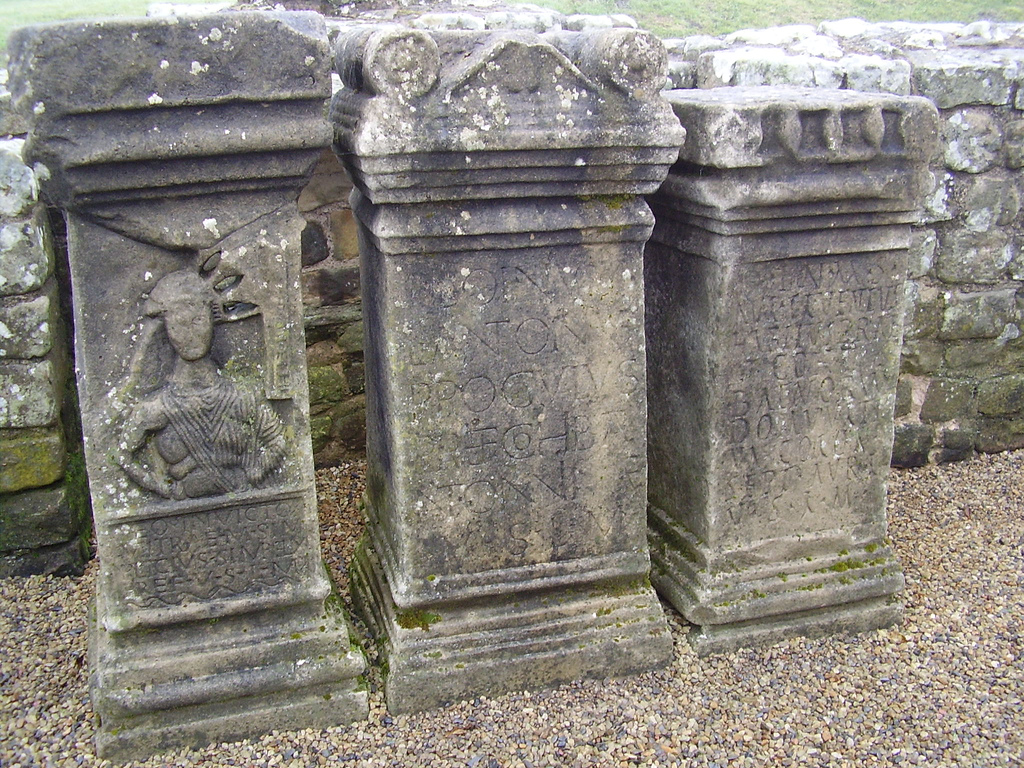
Oltáře ze svatyně v Carrawburgh, Spojené království (replika)

Po zákazu pohanských krvavých obětí v Římské říši začíná rychlý úpadek mnoha pohanských kultů včetně toho Mithrova, který byl závislý na obětech býka, jehož maso zasvěcenci jedli na sakrálních hostinách a během kultovních slavností ve svatyních. Pro náboženskou liturgii a zasvěcence byl tento akt ze všech nejdůležitější, představoval Mithrovu oběť, skrze kterou je obnovována plodnost a životaschopnost světa. Prostřednictvím oběti býka a býčí hostiny je tak Mithrův skutek připomínán a nebo dokonce sami věřící se prostřednictvím obřadu podílejí na obnově světa společně s Mithrou. Je tedy pochopitelné, že bez býčích obřadů byla další existence kultu nemyslitelná.

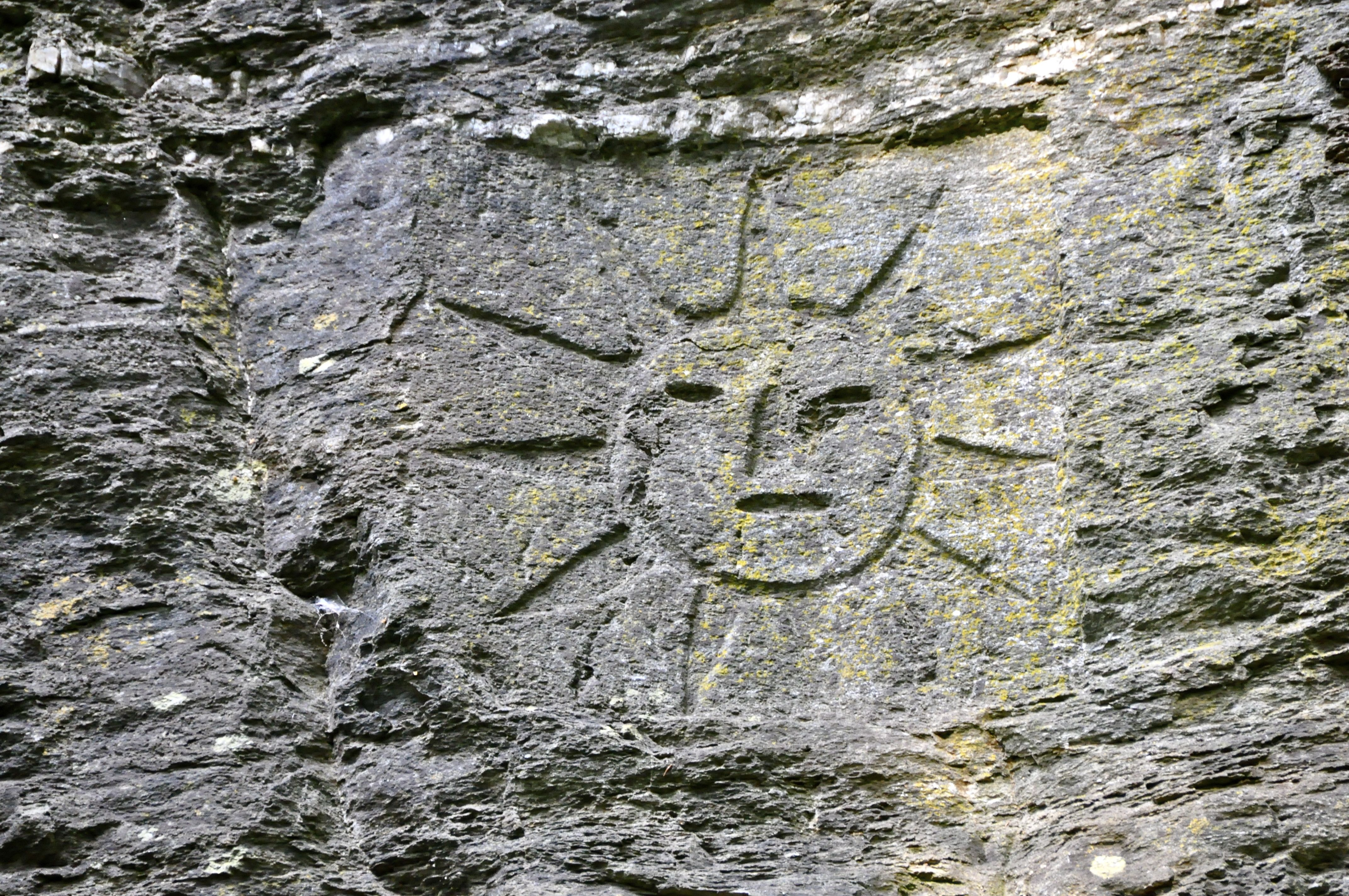
Symbol slunečního boha, areál Mithrovy svatyně, Sankt Urban, Korutany, Rakousko

Po ustanovení křesťanství hlavním státním náboženstvím Římské říše se mithraistické památky stávaly terčem útoků křesťanských věřících. Ti se snažili zahladit veškeré stopy po dříve oblíbeném bohu a spasiteli Římské říše, který dříve pro křesťanství představoval vážného konkurenta. Navíc křesťané byli také toho názoru, že Mithrův kult se na křesťanských obřadech dopouštěl plagiátorství, měl údajně vykrádat a kopírovat křesťanské bohoslužby a svátosti, a zároveň tak křesťanství i zesměšňovat. Mithrův kult, značně oslabený, se dost možná snažil podobně jako ostatní kulty pokračovat ve své činnosti dál, pokud možno tajně a ilegálně. Jeho existence definitivně končí na konci 4. století našeho letopočtu v souvislosti s protipohanskými výnosy křesťanského císaře Theodosia.